# Реактор A4W
Реактор A4W — морський реактор, який використовується ВМС США для приводу військових кораблів і виробництва електроенергії на борту.
Позначення A4W означає:
- A = Авіаносна платформа
- 4 = четверте покоління основного проекту Підрядника
- W = Westinghouse, дизайнер за контрактом

## Історія
Це тип водно-водяних ядерних реакторів (PWR) які працюють за принципом поділу ядра. Були спільно розроблені лабораторією атомної енергії Bettis і лабораторією атомної енергії Knolls і побудований Westinghouse Electric Company. Очікується, що активні зони їхніх реакторів працюватимуть приблизно 25 років, перш ніж знадобиться дозаправка. Єдиними кораблями, які використовують ці ядерні реактори, є авіаносці типу «Німіц», які мають два реактори потужністю 550 МВт кожен. Вони генерують достатньо пари, щоб виробляти 140 000 кінських сил (104 МВт) для кожної пари з чотирьох валів корабля – по два на силову установку – плюс приблизно 100 МВт електроенергії. 